# Wetaskiwin
Wetaskiwin è una cittadina del Canada, situata nella provincia dell'Alberta e in particolare nella Divisione No. 11. Si trova a circa 70 km a sud di Edmonton.